# Ширвани, Сеид Азим
Сеид Азим Ширвани (азерб.  سئید عظیم شیروانی, Seyid Əzim Şirvani; 9 июля 1835, Шемахы — 20 мая 1888, Шемахы, Бакинская губерния) — азербайджанский поэт, педагог и просветитель XIX века.

## Биография
Высшее духовное образование получил в Ираке. По возвращении на родину отказался от духовного сана и открыл частную школу. В любовно-лирических газелях Сеид Азим Ширвани продолжил традиции Физули. В сатирических стихах и баснях Сеид Азим Ширвани высмеивал духовенство, выступал против отсталости и невежества, призывал к просвещению и культуре. Поэты-современники считали его своим учителем.
Первые сведения о Сеид Азим Ширвани были опубликованы в 1888 году в статье учителя Мингрельского училища шемахинца А. Захарова. Подробная биография вышла в свет лишь в 1977 году.
Сеид Азим Ширвани родился в Шемахе в семье духовного лица. По словам азербайджанского литературоведа Мовлуда Ярахмедова, его мать была кумычкой. Когда ему было семь лет, его отец Сеид Мухаммед умер. В то время дед Сеида Азима по материнской линии Молла Гусейн жил в дагестанском селе Аксай. Он забрал к себе дочь и внука. Не имея собственных сыновей, он относился к маленькому Азиму как к родному ребёнку, заботился о нём и дал ему начальное образование. Прожив в Дагестане более десяти лет, Сеид Азим усвоил персидский и арабский языки, а также, как пишет А. Захаров, несколько дагестанских языков.
В 1853 году, когда ему было 18 лет, он вместе с матерью Гюльсум ханум возвращается в Шемаху. В возрасте 19 лет он женился на девушке по имени Джейран ханым, дочери Мешади Мовсума. В 1856 году у них родился сын Сеид Азима Мир Джафар, позднее — ещё две дочери, Сеид Хаджар ханум и Сеид Фатма ханум. Имена матери, жены и дочерей Сеида Азима стали известны лишь в 1960-е годы.
В те годы на юго-восточном Кавказе, в том числе в городе Шемаха, в культурно-просветительской сфере была ещё очень сильна старая схоластическая традиция посещать религиозные центры Востока, получать духовное образование, быть «Хаджи», «Кербалаи». Не случайно в таких условиях Сеид Азим задумался о получении духовного образования, посещении религиозных очагов. Поэтому в возрасте 20 лет Сеид Азим отправился в Ирак с целью «совершенствования». После нескольких лет пребывания в Багдаде он переезжает в Дамаск. Вернувшись на родину и прожив некоторое время в Шемахе, Сеид Азим во второй раз вновь отправляется в поездку. На этот раз он отправляется в Каир (Египет) через Мекку и Медину. Сеид Азим, изучавший в молодости в основном религиозно-схоластические науки, впоследствии сожалел об этом.

## Педагогическая деятельность
В 1830—1858 годах в городах Шуша, Нуха, Баку, Гянджа, Нахчыван и Шемаха были открыты школы нового типа. В этих школах преподавались азербайджанский, арабский, персидский и русский языки. В 1869—1870 годах Сеид Азим открыл в Шемахе новую школу под названием «Меджлис». В этой школе Сеид Азима, ученики обучались азербайджанскому, русскому, персидскому языкам и получали базовые сведения о современных науках. Неслучайно известный азербайджанский поэт Мирза Алекпер Сабир, известный писатель и педагог Султан Меджид Ганизаде и ряд других писателей учились именно в его школе. В этой школе он преподает сам, навсегда отказавшись от намерения быть духовным лицом. Со временем интерес к общественным проблемам, к научным знаниям меняет его отношение к служению религии. Видя лицемерие и ханжество отдельных священнослужителей, он все больше проникается желанием посвятить себя творчеству и просвещению народа, пропаганде науки и знаний, чем вызывает недовольство и враждебное отношение со стороны духовенства. Ширвани прослыл человеком политически неблагонадежным, и вскоре его отстранили от преподавания.
В 1888 году в VI выпуске «Сборника материалов для описания местностей и племен Кавказа» была опубликована статья «Народное обучение у Закавказских татар» шемахинца А. Захарова, учителя Мингрельского училища в Поти, в которой автор, в частности, привёл информацию о школе Сеида Азима. Сведения об этой школе Захаров получил в конце 1887 года лично от самого Сеид-Азима. В этой статье Захаров называет Сеид-Азима «мулла-гаджи С.-А.» (т. е. «Сеид-Азим»), называя его «первостатейным поэтом». А. Захаров пишет, что Сеид Азим руководит школой 18 лет. Он (Сеид Азим) также знает персидский, арабский и несколько «наречий дагестанских горцев». В его школе на тот момент обучалось 36 человек. Архивные документы не содержат сведений об этой школе. Также Сеид-Азим состоял законоучителем «татарского вероисповедания» при местном городском училище. По сведениям Захарова, к этому времени одно из нескольких поэтических произведений Сеид-Азима по заглавием «В минуты вдохновения» было напечатано в Тебризе. Также Захаров сообщал, что поэтом была написана, но ещё не издана «История Ширванского ханства».
После нескольких лет таких занятий Сеид Азим собрал произведения и свои стихи и составил учебник под названием «Маджмуей-асари-Хаджи Сеид Азим Ширвани» («Сборник-произведений-Гаджи Сеид Азим Ширвани»). Сеид Азим направил рукопись этого учебника А.О. Черняевскому, заведующему тогда татарским отделением Горийской учительской семинарии, а А.О. Черняевский взял несколько рассказов из книги и опубликовал их в своем учебнике Вэтэн дили («Родной язык»). После смерти Сеида Азима его сын, учитель Мир Джафар, собрал и упорядочил материалы в виде рукописей, которые его отец когда-то готовил для школьников, и в 1895 году опубликовал книгу в Тебризе. Эта книга некоторое время использовалась в качестве учебника в моллаханах и школах районов. Сеид Азим, несмотря на все материальные и духовные трудности, более 18 лет преподавал в своей школе. Наконец, с одной стороны, в результате нападок суеверных и священнослужителей, а с другой стороны, в результате влияния городского училища, открытого в то время государством в Шемахе, школа была вынуждена закрыться. Сеид Азим был назначен учителем в открывшееся в Шемахе городское училище, где до конца жизни вёл уроки азербайджанского языка и литературы. За заслуги в области просвещения по линии Кавказского учебного округа, учитель Шемахинского городского училища Сеид Азим Сеид Мамед оглы (Ширвани) в 1886 году был награждён серебряной медалью «За усердие». Документ, о награждении хранится в Государственном историческом архиве Азербайджанской Республики. В начале 60-х годов начальник Архивного управления МВД Азербайджанской ССР Мамед Эмин Шекинский обнаружил этот документ и передал его копию в редакцию газеты «Азербайджан муаллими» («Азербайджанский учитель»).
Кроме учебника «Маджмуей-асари-Хаджи Сеид Азим Ширвани» (азерб. Məcmueyi-asari-Hacı Seyid Əzim Şirvani) Сеид Азим также написал учебник под названием «Таджул-Кутуб». Этот учебник также включал в себя переводы от поэтов и различных литературных источников.
Заботясь о прогрессе народа, его духовном раскрепощении, Сеид Азим открывает в Шемахе русско-азербайджанскую школу, в которой уделялось большое внимание изучению светских наук, а также азербайджанского и русского языков. Вместо Корана и законов шариата он читал ученикам стихи азербайджанских поэтов и свои переводы из Саади, Хафиза и Хайяма.
Ширвани скончался 20 мая 1888 года. Поэт завещал похоронить его на кладбище «Шахандан» в родной Шемахе. Там находится могила Сеид Азима Ширвани.
Хотя дата смерти Сеида Азима Ширвани вызывает небольшой спор, во многих источниках она записывается и отмечается как 1888 год. Так, в трудах признанного авторитета в области азербайджанского языка и методики его преподавания доктора педагогических наук, профессора Агамамеда Самед оглы Абдуллаева не указана дата смерти Сеид Азима. В 1967 году в издательстве Академии наук Азербайджанской ССР вышла книга «Сеид Азим Ширвани. Избранные произведения» в первом томе трехтомника дата смерти Сеид Азима указана как 1888 год. Абдулла Шаиг указал дату смерти поэта как 1890 год.
В учебниках советского периода эта дата указывается как 1888 год. В общем, М.Ф. Ахундзаде, Х. Зардаби, У. Гаджибеков, Н. Нариманов, М.А. Сабир, Дж. Мамедгулузаде и другие дети азербайджанского народа, бессмертны. А у бессмертных нет даты смерти.

## Творчество
Даты написания первых стихов Сеида Азима точно не известны. Считается, однако, что к началу 1860-х годов он уже был опытным поэтом.
До 1920 года были известны пять изданий произведений С. А. Ширвани — в Тифлисе (1895), Тебризе (1895, 1897 и 1912), Баку (1902). После 1920 года произведения С. А. Ширвани стали переводиться и публиковаться и на других языках.
Краткое содержание сатиры С. А. Ширвани «Похороны пса» таково: умирает собака одного Гаджи. Он, действуя по законам исламской религии, похоронил его на кладбище. Об этом инциденте узнаёт мулла. Мулла проклинает хаджи его и приходит туда, где он живёт. Но как только мулла узнаёт, что покойный и про него «не забыл» и завещал ему полсотни овец, он тотчас забывает и про Коран, и про шариат. Это произведение, наряду с международным сюжетом, является продуктом оригинального мышления, тесно связанного с жизнью и бытом Азербайджана. Схожие произведения есть и в мировой литературе. Например, есть анекдот итальянского писателя Поджо Браччолини (1380—1459) «О священнике, который похоронил собачку». Также сатира французского поэта XIII-го века Рютбёфа «Завещание осла».
В статье «Жизнь и деятельность Мирзы Фатали Ахундова» Абдуррагим-бек Ахвердов говоря о связях М. Ахундова с Сеид Азимом, отметил, что «Мирза дружил и переписывался с выдающимися поэтами того времени — Закиром и Сеид Азимом». Факты, подтверждающие дружеские отношения М.Ф. Ахундова с К. Закиром, известны широкой и литературной общественности давно. Однако ни в одном документе не упоминается о личном знакомстве Мирзы Фатали с Сеидом Азимом. Хотя личная дружба и переписка Ахвердова между М.Ф. Ахундовым и С. Азимом очень близки к истине, это остается вероятным. Однако знакомство Ахундова с произведениями и статьями Сеида Азима произошло через «Экинчи»
Сеид Азим возглавлял в Шемахе литературное объединение «Бейтус-сафа» («Дом чистоты»). Сгруппировав вокруг него прогрессивно настроенную интеллигенцию города, он поддерживал связи и с аналогичными объединениями в Баку, Кубе, Шуше, Ордубаде.
В богатом наследии поэта широко представлены стихи в жанрах газели, рубаи, касыды, марсие, а также стихотворные рассказы, басни, притчи, послания, литературоведческие работы, создал он и учебник по литературе.
Беззаветная любовь, мечта о встрече, жгучая тоска по возлюбленной, жалобы на судьбу — вот темы газелей Ширвани. Но, продолжая традиции своих великих предшественников, в особенности Физули, поэт воспевал не божественную, а реальную, земную любовь.

Просветительский Разум — верховное мерило ценностей в творчестве Ширвани. Образование должно изменить духовную суть человека, вот почему приобщение к гуманистическим ценностям для поэта значит больше, чем раса или вероисповедание:
Не говорите мне: он гяур, или мусульманин,
Кто образован — тот человек!
Ширвани призывал кавказских мусульман овладевать естественными научными знаниями, отвергать суеверие и фанатизм, встать на путь прогресса, культурного возрождения (стихотворение «Обращение к мусульманам Кавказа»).
В связи с открытием в Москве в 1880 г. памятника А.С. Пушкину Ширвани написал стихотворение, в котором говорил об огромном значении поэтического наследия русского поэта для народов Востока и всего мира. Решительная ориентировка Ширвани на русскую культуру отразилась на всей его творческой и педагогической деятельности.
Значительное место в литературном наследии Ширвани занимает сатира, которая во многом благодаря его творчеству становится одним из ведущих направлений азербайджанской литературы второй половины XIX в. Ширвани можно назвать «жестоким талантом». В его стихотворных рассказах-притчах есть что-то мрачное и гротескное, хотя их завершает оптимистическая нравоучительная концовка в традиционно просветительском духе: знание, здравый ум, человечность, разумные законы призваны спасти людей от жестокости, несправедливости, низких страстей, глупости. Но ахундовский светлый колорит, демократическая атмосфера веры в человека утрачиваются.
Сеид Азим совместил в своем творчестве лучшие черты демократического просветительства М. Ф. Ахундова, лирики Физули и Вагифа, сатиры Закира и продолжил их традиции. Поэзия Сеид Азима отличается тематическим и жанровым разнообразием. Газели его грациозны и лиричны.
Так же остро звучат и его стихотворные рассказы и басни: «Взятка богу», «Похороны пса», «Сатана», «Хан и дехканин». Сатирическая поэзия Сеид Азима подготовила почву для дальнейшего развития этого жанра, который нашел своё воплощение в творчестве М. А. Сабира в начале XX в.
7 мая 2019 года произведения Сеида Азима Ширвани включены в список авторов, объявленных государственным достоянием Азербайджана.

## Произведения

### Притчи и рассказы в стихах
- О том, как Хатем кормил голодных
- Два принца
- Шах и садовник
- Не всякому открывай свое горе
- Скупец
- Старуха и её сын
- Пророк
- Вопрос шаха
- Шах и педагог
- Крестьянин и хан;
- Сон санджанского шаха
- Два мнения
- Аскет и череп
- Притча
- Меджнун и собака его возлюбленной
- Ткач
- Искендер и сумасшедший
- Два врача
- О человеке, потерявшем ишака
- Сатана
- Мудрый совет
- Шутка шаха
- О том, как багдаден сдавал деньги на хранение
- Все равно придёт сюда
- Аскет-чревоугодник
- Багдадский халиф и Бахлул
- Лицемерный аскет
- Омирас
- Рассказ о Селиме
- Что сказать
- Добро не забывается
- Нищий и скупец
- О соловье и сыне Азуд-уд-довле
- Молита
- О Логмане, проданном в рабство
- Богослов и его сын
- Гарун-аль-Рашид и поэты
- О том, как султан со своим рабом плыли морем
- Искренний друг
- Продал за свою цену
- Случай с хамаданским правителем
- О том, как хапутлинцы получали язык
- Если ты ударишь ещё раз
- Слепой
- Саади и скряга
- Завещание Искендера
- Глазами Меджнуна[17]

### Обращение к мусульманам
- Обращение к мусульманам Кавказа
- Наставление
- По случаю воздвижения памятника Пушкину
- Три языка
- Что такое газета
- Пьяницей не будь!
- Я часто слышу[17]

### Сатиры
- Похороны пса
- О том, кок обитатели земли отправились на небо с челобитной
- Духовное образование
- Ученый неуч,
- О том, как кази сжёг бороду
- Взятка Богу
- Как повесили мертвеца
- Коварство женщин
- О ширванских беках[17]

### Басни
- Верблюдица и Верблюжонок
- О том, как шли по пути Верблюд и Ишак
- Пёс и Кошка
- Петух и Шакал
- Осёл и Пчёлы
- Кошка и мыши
- Гусь и Журавль
- Кошка старухи
- Мышонок
- Каждому своё мило
- Не повернулась[17]

### Газели
- Пришла весна
- Я думал…
- Кто тобою быть
- Жизнь бы отдал я
- Если быть тебе у стен её
- Сад зеленеет
- Тому, в чей дом
- Сокрушён я был любовью
- Я врезался в девичью память
- Не грусти
- Ханжа, твердя о Судном дне
- Добра не хочет…
- Забудь о таинствах молитвы
- Аскет чванливый
- Когда аскета в мейхану
- Восседает на циновке
- Если кубок твой
- Неверно правит наш творец[17]

## Отношение Сеида Азима к религии
Сеид Азим в своих произведениях осуждал секты и конфессии, но утверждал, что они не имеют ничего общего с именем Али. Он не мог понять, почему все эти секты и конфессии получают свою пищу и вдохновение, в особенности от имени Али. Сеид Азим не был таким атеистом, как М.Ф. Ахундов, на его мировоззрение религия имело сильное влияние. Но Сеид Азим, ведущий человек своего века, очень равнодушно и пассивно относился к религиозной этике.

## Потомки Сеид Азима

### Мир Джафар
В 1870-е годы Мир Джафар вместе с матерью был отправлен в Баку для обучения. Из письма, написанного поэтом сыну в 1875 году, становится ясно, что Мир Джафар остался с матерью и дядей. Из его письма к Г.-беку Зардаби в 1876 году становится ясно, что мать и сын уже в начале того же года вернулись из Баку в Шемаху.
Мир Джафар женился в 1882 году на Бике ханым, дочери Сеида Сулеймана (Сеид Бика) из Сальяна, проживавшего в Шемахе. В семье у них было четверо детей: Мир Камиль, Мир Фазиль, Мир Мустафа, Мир Адиль.
После землетрясения 1902 года Мир Джафар вместе со своей семьёй и сёстрами переехал в Баку, где сначала поселился на так называемой «Шемахинской дороге». Год спустя друзья его отца, поэты из Бузовны и Мардакана пригласили его в свои деревни.
Мир Джафар жил сначала в Мардакане, а затем в посёлке Бузовна. Умер он в 1937 году в Бузовне, похоронен на кладбище посёлка.

### Сеид Хаджар
По мнению некоторых исследователей, Сеид Хаджар родилась в 1869 году в Шемахе. Она получила своё первое домашнее образование от отца и вышла замуж за человека по имени Кабла Гулу, занимавшегося мелкой торговлей. У неё были две дочери: Сеид Сура и Сеид Саяд. По некоторым данным, Сеид Хаджар умерла в 1938 году и похоронена в Душанбе.

### Сеид Фатма
По мнению некоторых исследователей, Сеид Фатма родилась в 1870 году. Вышла замуж за своего родственника по имени Мешади Ахмед. Муж занимался торговлей. У них был сын Мухаммед и две дочери — Сеид Садаф и Сеид Хадижа. Могила Сеид Фатмы, умершей в 1936 году, находится в Душанбе. Её муж Мешади Ахмед ещё долго прожил после Фатмы и умер в возрасте 90 лет.
Сын Сеид Фатмы Мир Мухаммед с семьёй переехал в Баку после 1960 года. В 1994 году он по завещанию был похоронен рядом со своим дедом С.А. Ширвани в Шемахе.
Дочь Сеид Фатмы Хадижа ханум построила свою семейную жизнь в Душанбе. Когда в 1948 году здесь произошло землетрясение, они переехали в Ташкент. Хадижа ханум вышла замуж за Гулиева Аминага Ахед оглу из села Намин Ардебиля. Он участвовал в Великой Отечественной войне, вернулся инвалидом и жил в Ташкенте. В 1966 году, когда в Ташкенте произошло землетрясение, они переехали в Душанбе. В 1992 году в Душанбе начались волнения, из-за чего они были вынуждены вернуться в Ташкент. Сеид Хадижа была похоронена в Ташкенте.